# Masters de Miami 2024
El Miami Open presented by Itaú 2024 fue un torneo de tenis ATP Tour Masters 1000 en su rama masculina y WTA 1000 en la femenina. Se disputó en Miami (Estados Unidos), en las canchas duras del complejo Hard Rock Stadium situado en Miami Gardens, entre el 20 y 31 de marzo.

## Puntos y premios en efectivo

### Distribución de puntos
| Evento                  | G    | F   | SF  | CF  | R16 | R32 | R64 | R128 | C  | C2 | C1 |
| Individuales masculinos | 1000 | 650 | 400 | 200 | 100 | 50  | 30  | 10   | 20 | 10 | 0  |
| Dobles masculinos       | 1000 | 600 | 360 | 180 | 90  | 0   | —   | —    | —  | —  | —  |
| Individuales femeninos  | 1000 | 650 | 390 | 215 | 120 | 65  | 35  | 10   | 30 | 20 | 2  |
| Dobles femeninos        | 1000 | 650 | 390 | 215 | 120 | 10  | —   | —    | —  | —  | —  |

### Premios en efectivo
| Evento                  | G           | F         | SF        | CF        | R16       | R32      | R64      | R128     | C2       | C1     |
| Individuales masculinos | $ 1 100 000 | $ 585 000 | $ 325 000 | $ 185 000 | $ 101 000 | $ 59 100 | $ 34 500 | $ 23 250 | $ 13 500 | $ 7000 |
| Individuales femeninos  | $ 1 100 000 | $ 585 000 | $ 325 000 | $ 185 000 | $ 101 000 | $ 59 100 | $ 34 500 | $ 23 250 | $ 13 500 | $ 7000 |
| Dobles masculinos       | $ 447 300   | $ 236 800 | $ 127 170 | $ 63 600  | $ 34 100  | $ 18 640 | —        | —        | —        | —      |
| Dobles femeninos        | $ 447 300   | $ 236 800 | $ 127 170 | $ 63 600  | $ 34 100  | $ 18 640 | —        | —        | —        | —      |

## Cabezas de serie
Los siguientes son los jugadores sembrados, según las clasificaciones ATP al 13 de marzo de 2023. Las siembras reales se basarán en las clasificaciones ATP al 20 de marzo de 2023. Las clasificaciones y los puntos anteriores son al 20 de marzo de 2023.

### Individuales masculino
| N.º | Rank. | Tenista                 | Puntos | Puntos por defender | Puntos ganados | Nuevos puntos | Ronda hasta la que avanzó en el torneo             |
| 1   | 2     | Carlos Alcaraz          | 8805   | 360                 | 200            | 8645          | Cuartos de final, perdió ante Grigor Dimitrov [11] |
| 2   | 3     | Jannik Sinner           | 8310   | 600                 | 1000           | 8710          | Campeón, venció a Grigor Dimitrov [11]             |
| 3   | 4     | Daniil Medvédev         | 7765   | 1000                | 400            | 7165          | Semifinales, perdió ante Jannik Sinner [2]         |
| 4   | 5     | Alexander Zverev        | 5060   | (45)                | 400            | 5415          | Semifinales, perdió ante Grigor Dimitrov [11]      |
| 5   | 6     | Andrey Rublev           | 4970   | 90                  | 10             | 4890          | Segunda ronda, perdió ante Tomáš Macháč            |
| 6   | 7     | Holger Rune             | 3875   | 90                  | 10             | 3795          | Segunda ronda, perdió ante Fábián Marozsán         |
| 7   | 8     | Casper Ruud             | 3560   | 45                  | 100            | 3615          | Cuarta ronda, perdió ante Nicolás Jarry [22]       |
| 8   | 9     | Hubert Hurkacz          | 3370   | 45                  | 100            | 3425          | Cuarta ronda, perdió ante Grigor Dimitrov [11]     |
| 9   | 10    | Álex de Miñaur          | 3300   | (45)                | 100            | 3355          | Cuarta ronda, perdió ante Fábián Marozsán          |
| 10  | 11    | Stefanos Tsitsipas      | 3255   | 90                  | 10             | 3175          | Segunda ronda, perdió ante Denis Shapovalov [PR]   |
| 11  | 12    | Grigor Dimitrov         | 2935   | 45                  | 650            | 3540          | Final, perdió ante Jannik Sinner [2]               |
| 12  | 13    | Taylor Fritz            | 2935   | 180                 | 10             | 2765          | Segunda ronda, perdió ante Thiago Seyboth Wild [Q] |
| 13  | 14    | Tommy Paul              | 2430   | 90                  | 10             | 2350          | Segunda ronda, se retiró ante Martin Damm [WC]     |
| 14  | 15    | Ugo Humbert             | 2420   | (45)                | 50             | 2425          | Tercera ronda, perdió ante Dominik Koepfer         |
| 15  | 16    | Karen Khachanov         | 2265   | 360                 | 100            | 2005          | Cuarta ronda, perdió ante Alexander Zverev [4]     |
| 16  | 17    | Ben Shelton             | 2220   | 10                  | 50             | 2260          | Tercera ronda, perdió ante Lorenzo Musetti [23]    |
| 17  | 18    | Aleksandr Búblik        | 2002   | (20)                | 10             | 1992          | Segunda ronda, perdió ante Matteo Arnaldi          |
| 18  | 19    | Sebastián Báez          | 1990   | (20)                | 10             | 1980          | Segunda ronda, perdió ante Dominik Koepfer         |
| 19  | 20    | Adrian Mannarino        | 1955   | 90                  | 10             | 1875          | Segunda ronda, perdió ante Yannick Hanfmann        |
| 20  | 21    | Francisco Cerúndolo     | 1845   | 180                 | 50             | 1715          | Tercera ronda, perdió ante Karen Khachanov [15]    |
| 21  | 22    | Frances Tiafoe          | 1805   | 45                  | 10             | 1770          | Segunda ronda, perdió ante Christopher O'Connell   |
| 22  | 23    | Nicolás Jarry           | 1575   | (20)                | 200            | 1755          | Cuartos de final, perdió ante Daniil Medvédev [3]  |
| 23  | 24    | Lorenzo Musetti         | 1520   | 10                  | 100            | 1610          | Cuarta ronda, perdió ante Carlos Alcaraz [1]       |
| 24  | 25    | Jan-Lennard Struff      | 1484   | 41                  | 50             | 1493          | Tercera ronda, perdió ante Álex de Miñaur [9]      |
| 25  | 26    | Tallon Griekspoor       | 1450   | 0                   | 50             | 1500          | Tercera ronda, perdió ante Jannik Sinner [2]       |
| 26  | 27    | Jiří Lehečka            | 1435   | 45                  | 10             | 1400          | Segunda ronda, perdió ante Alexei Popyrin          |
| 27  | 28    | Alejandro Davidovich    | 1425   | 45                  | 50             | 1430          | Tercera ronda, perdió ante Casper Ruud [7]         |
| 28  | 29    | Sebastian Korda         | 1395   | 0                   | 50             | 1445          | Tercera ronda, perdió ante Hubert Hurkacz [8]      |
| 29  | 30    | Tomás Martín Etcheverry | 1325   | 25                  | 10             | 1310          | Segunda ronda, perdió ante Andy Murray             |
| 30  | 31    | Cameron Norrie          | 1250   | 10                  | 50             | 1290          | Tercera ronda, perdió ante Daniil Medvédev [3]     |
| 31  | 32    | Christopher Eubanks     | 1233   | 196                 | 50             | 1087          | Tercera ronda, perdió ante Alexander Zverev [4]    |
| 32  | 33    | Borna Ćorić             | 1214   | 10                  | 0              | 1204          | Baja antes de la segunda ronda.                    |
| 33  | 34    | Jordan Thompson         | 1211   | 10                  | 10             | 1211          | Segunda ronda, perdió ante Gaël Monfils            |

- Ranking del 18 de marzo de 2024.[3]

#### Bajas masculinas (cabezas de serie o sembrados)
| Clasif | Jugador        | Puntos Antes | Puntos a defender | Puntos ganados | Puntos después | Baja debido a |
| ------ | -------------- | ------------ | ----------------- | -------------- | -------------- | ------------- |
| 1      | Novak Djokovic | 9725         | 0                 | 0              | 9725           | Descanso.     |
| 33     | Borna Ćorić    | 1214         | 10                | 0              | 1204           | [ 5 ]         |

### Dobles masculino
| Tenistas                           | Ranking | Preclasificado |
| Rohan Bopanna Matthew Ebden        | 5       | 1              |
| Ivan Dodig Austin Krajicek         | 6       | 2              |
| Rajeev Ram Joe Salisbury           | 13      | 3              |
| Marcel Granollers Horacio Zeballos | 17      | 4              |
| Santiago González Neal Skupski     | 21      | 5              |
| Máximo González Andrés Molteni     | 28      | 6              |
| Kevin Krawietz Tim Puetz           | 29      | 7              |
| Wesley Koolhof Nikola Mektić       | 30      | 8              |

### Individuales femenino
Los siguientes son los jugadores sembrados. Las cabezas de serie se basan en las clasificaciones de la WTA al 11 de marzo de 2024. Las clasificaciones y los puntos anteriores son al 18 de marzo de 2024.
| N.º | Rank. | Tenista                  | Puntos | Puntos por defender | Puntos ganados | Nuevos puntos | Ronda hasta la que avanzó en el torneo                   |
| 1   | 1     | Iga Świątek              | 10 715 | 0                   | 120            | 10 835        | Cuarta ronda, perdió ante Ekaterina Alexandrova [14]     |
| 2   | 2     | Aryna Sabalenka          | 8195   | 215                 | 65             | 8045          | Tercera ronda, perdió ante Anhelina Kalinina [32]        |
| 3   | 3     | Cori Gauff               | 7150   | 65                  | 120            | 7205          | Cuarta ronda, perdió ante Caroline Garcia [23]           |
| 4   | 4     | Elena Rybakina           | 5848   | 650                 | 650            | 5848          | Final, perdió ante Danielle Collins                      |
| 5   | 5     | Jessica Pegula           | 5035   | 390                 | 215            | 4860          | Cuartos de final, perdió ante Ekaterina Alexandrova [14] |
| 6   | 6     | Ons Jabeur               | 4118   | 10                  | 10             | 4118          | Segunda ronda, perdió ante Elina Avanesyan [Q]           |
| 7   | 7     | Qinwen Zheng             | 4050   | 120                 | 65             | 3995          | Tercera ronda, perdió ante Victoria Azarenka [27]        |
| 8   | 9     | María Sákkari            | 3825   | 120                 | 215            | 3920          | Cuartos de final, perdió ante Elena Rybakina [4]         |
| 9   | 10    | Jeļena Ostapenko         | 3493   | 120                 | 65             | 3438          | Tercera ronda, perdió ante Anna Kalinskaya [22]          |
| 10  | 11    | Daria Kasatkina          | 3118   | 10                  | 65             | 3173          | Tercera ronda, perdió ante Sorana Cîrstea [19]           |
| 11  | 13    | Beatriz Haddad Maia      | 2870   | 65                  | 65             | 2870          | Tercera ronda, perdió ante Katie Boulter [24]            |
| 12  | 13    | Jasmine Paolini          | 2810   | 10                  | 65             | 2865          | Tercera ronda, perdió ante Emma Navarro [20]             |
| 13  | 14    | Liudmila Samsonova       | 2605   | 65                  | 10             | 2550          | Segunda ronda, perdió ante Yulia Putintseva              |
| 14  | 15    | Ekaterina Alexandrova    | 2475   | 215                 | 390            | 2650          | Semifinales, perdió ante Danielle Collins                |
| 15  | 17    | Elina Svitolina          | 2397   | (1)                 | 10             | 2400          | Segunda ronda, perdió ante Naomi Osaka [PR]              |
| 16  | 19    | Veronika Kudermetova     | 2305   | 10                  | 10             | 2305          | Segunda ronda, perdió ante Xinyu Wang                    |
| 17  | 18    | Madison Keys             | 2342   | 65                  | 120            | 2397          | Cuarta ronda, perdió ante Elena Rybakina [4]             |
| 18  | 21    | Barbora Krejčiková       | 2113   | 120                 | 0              | 1993          | Baja antes de la segunda ronda.                          |
| 19  | 24    | Sorana Cîrstea           | 2018   | 390                 | 120            | 1748          | Cuarta ronda, perdió ante Danielle Collins               |
| 20  | 20    | Emma Navarro             | 2178   | (80)                | 120            | 2218          | Cuarta ronda, perdió ante Jessica Pegula [5]             |
| 21  | 22    | Anastasia Pavlyuchenkova | 2091   | (15)                | 65             | 2141          | Tercera ronda, perdió ante Ekaterina Alexandrova [14]    |
| 22  | 25    | Anna Kalinskaya          | 1973   | 35                  | 120            | 2058          | Cuarta ronda, se retiró ante María Sákkari [8]           |
| 23  | 27    | Caroline Garcia          | 1865   | 10                  | 215            | 2070          | Cuartos de final, perdió ante Danielle Collins           |
| 24  | 30    | Katie Boulter            | 1690   | (8)                 | 120            | 1802          | Cuarta ronda, perdió ante Victoria Azarenka [27]         |
| 25  | 28    | Elise Mertens            | 1756   | 120                 | 10             | 1646          | Segunda ronda, perdió ante Taylor Townsend [Q]           |
| 26  | 31    | Linda Nosková            | 1613   | 35                  | 65             | 1643          | Tercera ronda, perdió ante Iga Świątek [1]               |
| 27  | 32    | Victoria Azarenka        | 1591   | 65                  | 390            | 1916          | Semifinales, perdió ante Elena Rybakina [4]              |
| 28  | 33    | Dayana Yastremska        | 1552   | 20                  | 65             | 1597          | Tercera ronda, perdió ante María Sákkari [8]             |
| 29  | 26    | Marta Kostyuk            | 1946   | 35                  | 0              | 1911          | Baja antes de la segunda ronda.                          |
| 30  | 29    | Anastasia Potapova       | 1707   | 215                 | 10             | 1502          | Segunda ronda, perdió ante Danielle Collins              |
| 31  | 35    | Leylah Fernandez         | 1490   | 35                  | 65             | 1520          | Tercera ronda, perdió ante Jessica Pegula [5]            |
| 32  | 36    | Anhelina Kalinina        | 1483   | 10                  | 120            | 1593          | Cuarta ronda, perdió ante Yulia Putintseva               |

- Ranking del 18 de marzo de 2024.[6]

#### Bajas femeninas
| Rank. | Tenista             | Puntos antes | Puntos por defender | Puntos ganados | Puntos después | Motivo               |
| ----- | ------------------- | ------------ | ------------------- | -------------- | -------------- | -------------------- |
| 8     | Markéta Vondroušová | 4015         | 120                 | 0              | 3895           | Motivos personales.  |
| 12    | Karolína Muchová    | 3060         | 95                  | 10             | 2965           | Lesión en la muñeca. |
| 23    | Petra Kvitová       | 2090         | 1000                | 10             | 1090           | Embarazo.            |

### Dobles femenino
| Tenista                             | Ranking | Preclasificada |
| Su-wei Hsieh Elise Mertens          | 3       | 1              |
| Gabriela Dabrowski Erin Routliffe   | 11      | 2              |
| Storm Hunter Kateřina Siniaková     | 15      | 3              |
| Nicole Melichar Ellen Perez         | 15      | 4              |
| Coco Gauff Jessica Pegula           | 24      | 5              |
| Demi Schuurs Luisa Stefani          | 28      | 6              |
| Beatriz Haddad Maia Taylor Townsend | 28      | 7              |
| Laura Siegemund Yifan Xu            | 40      | 8              |

## Campeones

### Individual masculino
Jannik Sinner venció a  Grigor Dimitrov por 6-3, 6-1

### Individual femenino
Danielle Collins venció a  Elena Rybakina por 7-5, 6-3

### Dobles masculino
Rohan Bopanna /  Matthew Ebden vencieron a  Ivan Dodig /  Austin Krajicek por 6-7(3-7), 6-3, [10-6]

### Dobles femenino
Sofia Kenin /  Bethanie Mattek-Sands vencieron a  Gabriela Dabrowski /  Erin Routliffe por 4-6, 7-6(7-5), [11-9]